# Paweł Sikora (antropolog)
Paweł Sikora (ur. 7 czerwca 1912 w Nawsiu, zm. 7 października 2002 w Krakowie) – polski naukowiec, antropolog, profesor zwyczajny, wykładowca Uniwersytetu Jagiellońskiego.

## Życiorys
Urodził się w Nawsiu na Śląsku Cieszyńskim, egzamin dojrzałości złożył w gimnazjum humanistycznym w Cieszynie, gdzie jednym z jego nauczycieli był Julian Przyboś. W 1933 roku rozpoczął studia na Wydziale Filozoficznym Uniwersytetu Jagiellońskiego. Absolutorium uzyskał w 1938 roku, po czym został asystentem w Katedrze Antropologii.
Podczas II wojny światowej pracował w wytwórni szczepionek profesora Odo Bujwida, był także skarbnikiem Towarzystwa Asystentów UJ.
W 1945 roku powrócił do pracy na Uniwersytecie Jagiellońskim, w tym samym roku uzyskał tytuł magistra, zaś w 1950 doktoryzował się. W latach 1952–1953 był członkiem Senatu UJ. Habilitację uzyskał w 1964, tytuł profesora nadzwyczajnego w 1972 roku. W latach 1976–1982 był kierownikiem Katedry Antropologii, w 1982 roku został mianowany profesorem zwyczajnym. Był członkiem Komitetu Antropologicznego Polskiej Akademii Nauk, członkiem honorowym Polskiego Towarzystwa Antropologicznego (od 1975), długoletnim prezesem Krakowskiego Oddziału Towarzystwa Przyrodników im. Mikołaja Kopernika. 
Współzałożyciel Koła Macierzy Ziemi Cieszyńskiej w Krakowie. W 1999 roku otrzymał Laur Srebrnej Cieszynianki.
Był mężem Heleny z domu Szkawran (zm. 2002).
Zmarł w 2002 roku w Krakowie, pochowany na cmentarzu ewangelicko-augsburskim w Skoczowie (kwatera H//19.20, grób 536).

## Ordery i odznaczenia
- Krzyż Kawalerski Orderu Odrodzenia Polski[5]
- Medal 10-lecia Polski Ludowej (15 stycznia 1955)[6]
- Medal Komisji Edukacji Narodowej[5]
- Medal 600-lecia Odnowienia Akademii Krakowskiej[5]